# Feistritz am Wechsel
Feistritz am Wechsel är en ort och kommun  i Österrike. Den ligger i distriktet Neunkirchen i förbundslandet Niederösterreich, 70 kilometer söder om huvudstaden Wien.
Kommunen består av tre orter (Ortschaften) (inom parentes invånarantal 1 januari 2024):
- Feistritz am Wechsel (858)
- Grottendorf (105)
- Hasleiten (68)